# Skupina dubů v lesoparku Na Cibulkách
Skupina dubů v lesoparku Na Cibulkách jsou tři památné hraniční stromy, které rostou v lesoparku Na Cibulkách podél cesty vedoucí od ulice U Cibulky proti tenisovým kurtům.

## Parametry stromu
- Výška (m): nezadaná
- Obvod (cm): nezadaný
- Ochranné pásmo: vyhlášené – kruh o poloměru 14 m, 16 m a 11 m
- Datum prvního vyhlášení: 23.06.2007[1][2]
- Odhadované stáří: 270 let (r. 2016)[3]

## Popis
První strom po cestě od sportovního areálu roste na levé straně. Má dlouhé kořeny a jeho kmen se rozděluje na dvě hlavní větve. Ty pak tvoří do výšky protáhlou korunu. Za ním po cestě po pravé straně rostou další dva duby. Jsou mohutné, ale jejich koruny nejsou tak velké a kmeny mají hluboce brázditou borku. Zdravotní stav prvního dubu je dobrý, u druhého a třetího zhoršený.

## Historie
Stromy byly vysazeny kolem roku 1745 v rozlehlém přírodně krajinářském parku, který má rozlohu 20 hektarů a nadmořskou výšku mezi 255 až 315 metry. Zdejší les patři do kategorie lesa zvláštního určení a plánuje se obnova do jeho původní výjimečné historické podoby.

## Památné stromy v okolí
- Dub letní v lesoparku Na Cibulkách
- Dub s bizarním kmenem Na Cibulkách